# Runabout (Automobilbauform)

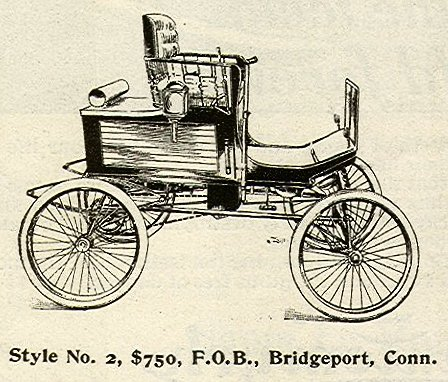
Locomobile Dampf-Runabout (1901)

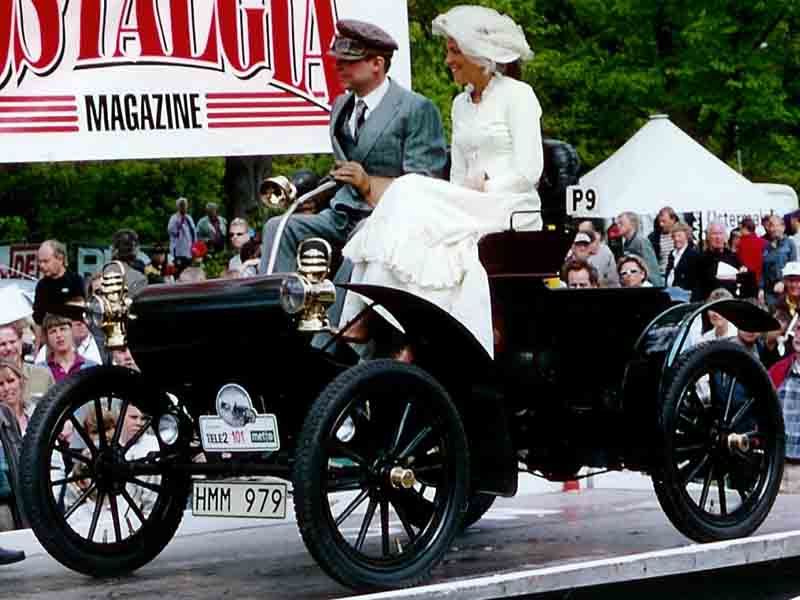
Der Oldsmobile Curved Dash (1901–1907; hier: 1904) ist ein typischer Vertreter der Runabouts erster Generation („Motor-Buggies“)

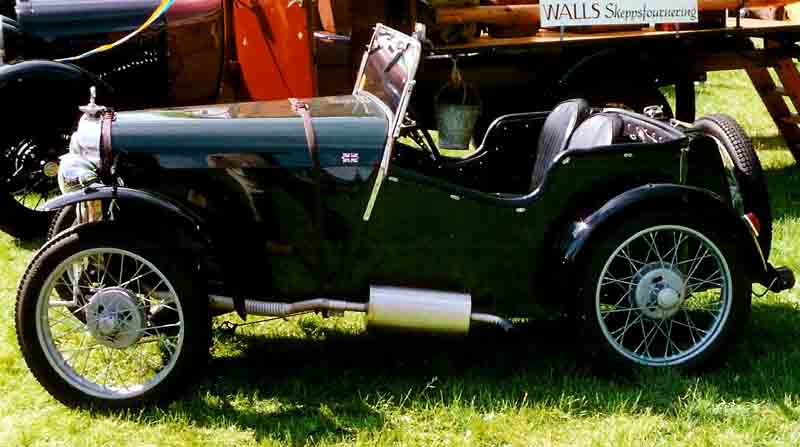
Der Austin 7 (1929) kann auch als Roadster bezeichnet werden

Das Runabout, in den frühesten Ausführungen gelegentlich auch als Motor-Buggy oder Auto-Buggy bezeichnet, war eine in den ersten Jahren des 20. Jahrhunderts beliebte Automobilbauform. Es waren kleine, preisgünstige offene Wagen, die von Verbrennungs- oder von Elektromotoren und auch von Dampfmaschinen angetrieben wurden. Die Antriebstechnik war unter dem Fahrzeugboden und/oder unter dem Fahrersitz angeordnet. Bei manchen Fahrzeugen mit Verbrennungsmotor war das Podest des Fahrersitzes der Motorraum, in dem der meist einzylindrige Motor quer angebaut war und die Anlasserkurbel seitlich aus diesem Motorraum ragte. Oft waren Motor und Getriebe in einem Antriebsblock vereint. Die Kraft übertrugen häufig eine Kette auf eines der Hinterräder oder das Differential oder je eine Kette auf die Hinterräder. Der Kühler von wassergekühlten Motoren wurde erst unter dem Wagenboden angebracht und rückte später an den Bug. Dahinter angebrachte Boxen für Wasser- oder Öltank beziehungsweise Werkzeug werden oft fälschlich als Motorhauben interpretiert, was durchaus beabsichtigt war. Dampfwagen hatten ihre mitunter relativ kleinen Maschinen unter dem Boden oder an der Hinterachse und den Dampfkessel zunächst unter dem Sitz, ehe er nach vorn rückte und ebenfalls oft eine Motorhaube vortäuschte.
Die meisten Runabouts hatten nur eine Sitzbank, die für zwei Passagiere Platz bot. Manchmal waren, zum Teil abnehmbar und gegen Aufpreis, zusätzliche Aufbauten erhältlich, um weitere Passagiere mitnehmen zu können:
- Zusatzsitzbank hinten mit Sitzrichtung nach vorn
- Zusatzsitzbank hinten mit Sitzrichtung nach hinten („Dos-à-dos“)
- Tonneau-Aufbau mit seitlichem Einstieg
- Tonneau-Aufbau mit Heckeinstieg, wobei die Tür innen eine Sitzfläche aufwies und in geschlossenem Zustand als Sitz nutzbar war
- Klappsitz in der Spritzwand bei Fahrzeugen der ersten Generation mit in der Mitte oder im Heck angebrachtem Motor. Der vordere Karosserieabschluss ließ sich aufklappen, wobei der Deckel zur Rückenlehne und das Frontteil zur Fußstütze wurde.

Für die darauf folgenden Fahrzeuge mit Frontmotor wird der Begriff „Buggy“ nicht mehr verwendet. In der Zeit der frühen Oldtimer gehörte fast die Hälfte der Automodelle und die Mehrzahl der insgesamt produzierten Autos zum Bautyp Runabout. Nach dem Ersten Weltkrieg wurde er, vor allem in den USA, zunehmend als alternativer Begriff für Roadster verwendet.
Der Begriff aus der englischen Sprache begegnet dem an Oldtimern Interessierten auch als Namensbestandteil von Automodellen.
Der GM Runabout von 1964 war ein dreirädriges Konzeptauto, präsentiert auf der Futurama II, einem Teil der Weltausstellung von 1964/65 in New York.

## Beispiele

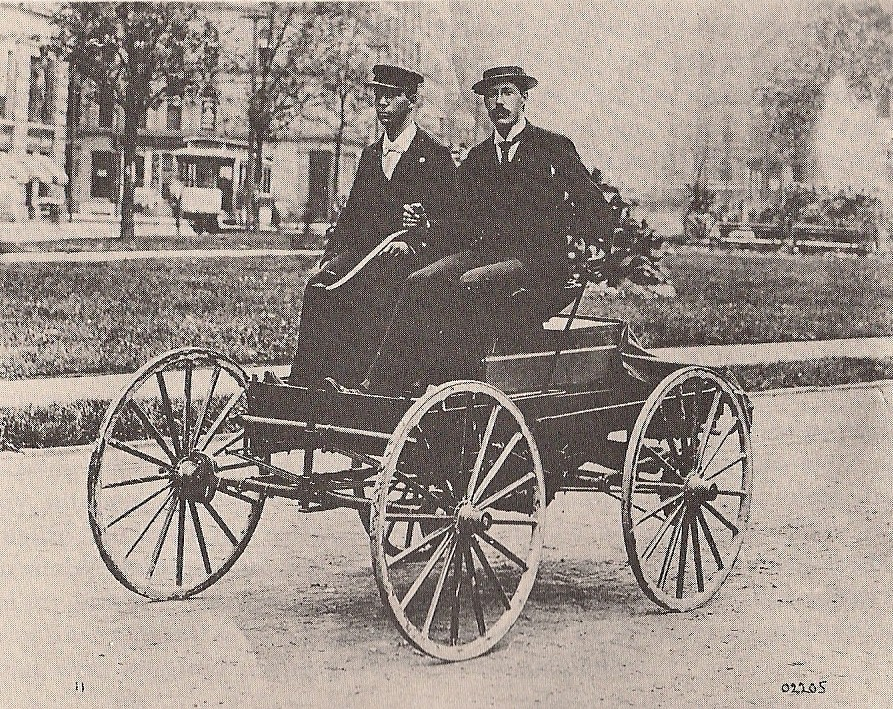
Charles Brady Kings Automobil von 1896 ist ein Beispiel für einen frühen Motor-Buggy.

- Pierce Motorette Fore-Seat Runabout, 1903 (conceptcarz)
- Baker-Runabout (elektrisch)
- Cadillac Runabout
- Locomobile Runabout (dampfbetrieben)
- Packard Single Six Runabout
- Columbia Runabout (elektrisch)
- Packard Speedster
- Daihatsu Charade Runabout (Marketing-Begriff für die 3-türige Version der 1. Generation (1977–1983))

## Weitere Karosserievarianten der Pionierzeit (Auswahl)
- Vis-à-vis
- Dos-à-dos
- Speedster
- Surrey
- Tonneau, Toy Tonneau
- Touring
- Phaeton
- Brougham